# World Funeral
Albums de Marduk
La Grande Danse Macabre
(2001) Plague Angel
(2004)
World Funeral est le huitième album studio du groupe de black metal suédois Marduk. L'album est sorti le 25 mars 2003 sous le label Regain Records.
La liste des titres a été organisée de manière qu'il y ait un changement régulier d'atmosphère dans l'album : la liste des titres varie de manière qu'il y ait une alternance entre un titre rapide, un titre plus lent, puis de nouveau un titre rapide, jusqu'à la fin de l'album.
Beaucoup de fans ont reproché au groupe de prendre une approche plus commerciale avec cet album, tandis que d'autres fans ont apprécié cette approche différente des albums précédents du groupe.
World Funeral est le premier album du groupe avec Emil Draguntinovic à la batterie et le dernier album avec Legion au chant et avec B. War à la basse, et le dernier enregistrement du groupe au studio Abyss de Peter Tägtgren.
Le titre "Blackcrowned" qui clôture l'album est une reprise du "Music for the Funeral of Queen Mary" d'Henry Purcell (également entendue dans le film "Orange mécanique").

## Musiciens
- Legion – chant, guitare
- Morgan Steinmeyer Håkansson – guitare
- B. War – basse
- Emil Dragutinovic – batterie

## Liste des morceaux
1. With Satan and Victorious Weapons – 3:51
2. Bleached Bones – 5:20
3. Cloven Hoof – 3:26
4. World Funeral – 3:31
5. To the Death's Head True – 3:58
6. Castrum Doloris – 3:34
7. Hearse – 4:54
8. Night of the Long Knives – 5:31
9. Bloodletting – 5:49
10. Blessed Unholy – 5:02
11. Blackcrowned – 2:18